# 西岡芳次郎
西岡 芳次郎（にしおか よしじろう、1895年〈明治28年〉6月9日 - 没年不詳）は、朝鮮総督府官僚。弁護士。

## 経歴
三重県阿山郡新居村（現在の伊賀市）出身。第三高等学校を経て、1921年（大正10年）、東京帝国大学法学部独法科を卒業し、同年11月高等試験行政科に合格した。朝鮮総督府属、警察官講習所教授、忠清北道地方課長、平安南道地方課長、総督官房審議室勤務、農林局水産課長、内務局地方課長、総督官房審議室勤務、企画部長、慶尚南道知事を歴任した。
1943年（昭和18年）に退官した後は、帝国鉱業開発株式会社理事を務めた。戦後に公職追放となった。のち、弁護士を開業。上野市教育委員長を務めた。